# Randy Barnes
Eric Randolph (Randy) Barnes (Charleston (West Virginia), 16 juni 1966) is een Amerikaanse oud-kogelstoter, die van 1990 tot 2021 het wereldoutdoorrecord (23,12 m) in zijn bezit had. Tevens was hij van 1989 tot 2021 met 22,66 houder van het wereldindoorrecord. Hij nam tweemaal deel aan de Olympische Spelen en veroverde hierbij eenmaal een gouden en eenmaal een zilveren medaille. Zijn carrière eindigde abrupt, toen hij in 1998 voor de tweede maal op een overtreding van het dopingreglement werd betrapt en levenslang werd geschorst.

## Biografie

### Jeugd
Barnes, die opgroeide in St. Albans, startte in zijn highschooltijd met kogelstoten. Rond zijn negentiende stootte hij een juniorkogel van 5,44 kg al naar 20,36. Na zijn eindexamen ging hij studeren aan de Texas A&M-universiteit, waar hij de universiteitsrecords die indertijd door oud-wereldrecordhouder Randy Matson waren gevestigd, verbrak. Met de seniorenkogel (7,26 kg) kwam hij tot 21,88. In die periode trainde Barnes onder leiding van de befaamde conditietrainer Istvan Javorek.

### Wereldrecord op 22-jarige leeftijd
Randy Barnes was nog maar 22 jaar oud, toen hij op de Olympische Spelen in Seoel (1988) regelrecht op de gouden medaille leek af te gaan. Met zijn 22,39 was hij bij het kogelstoten voor iedereen onbereikbaar. Behalve voor wereldrecordhouder Ulf Timmermann uit Oost-Duitsland, die hem bij zijn allerlaatste poging met acht centimeter overtroefde en tot 22,47 kwam, Barnes met het zilver afschepend.
In januari 1989 was hij nog steeds 22, toen hij tijdens de Sunkist Invitational in Los Angeles, een wereldindoorrecord van 22,66 stootte. Dit was verder dan zijn outdoorrecord op dat moment. Op 20 mei 1990 verbrak hij outdoor het wereldrecord van Timmermann (23,06) met een afstand van 23,12. Zes dagen later stootte hij de een na beste poging aller tijden (23,10). In deze tijd was zijn prestatieniveau zo hoog, met trainingsstoten van ruim 24 meter, dat hij van een 80 voet prestatie droomde (24,38).

### Eindelijk olympisch goud
Kort hierna werd Barnes' carrière overschaduwd door het gebruik van doping. Op 7 augustus 1990 werd hij betrapt op het gebruik van anabole steroïden en voor 27 maanden geschorst, waardoor hij de Olympische Spelen van 1992 miste. In 1993 kwam hij terug en won vrijwel direct het Amerikaanse kampioenschap kogelstoten. Twee jaar later, op de wereldkampioenschappen in Göteborg, werd hij echter verslagen door zijn landgenoot John Godina, die met 21,47 verreweg de beste van het deelnemersveld bleek en het goud voor zich opeiste. Barnes kwam hier niet verder dan 20,41 en moest zelfs de Fin Mika Halvari met 20,93 ook nog voor laten gaan.
In 1996 kon Barnes eindelijk revanche nemen voor zijn nederlaag in Seoel en werd hij olympisch kampioen op de Spelen in Atlanta (1996). De wedstrijd vertoonde veel gelijkenis met die van 1988, want ook hier ging in eerste instantie een ander aan kop. De Italiaan Paolo Dal Soglio had in de vierde ronde verrassend uitgehaald met een stoot van 20,74. Een ronde later kwam wereldkampioen John Godina vijf centimeter verder en pas bij zijn laatste poging wist Randy Barnes een echte uitschieter te produceren. Na een snelle en felle stoot landde de kogel na 21,62 meter. Dal Soglio werd intussen door de Oekraïner Olesander Bagatsj met één centimeter verschil (20,75) van het podium gestoten, maar niemand kwam meer in de buurt van Barnes, die glorieus zegevierde.

### Levenslang geschorst
In 1998 werd hij opnieuw positief getest. Ditmaal op androsteendion. Hij werd er levenslang voor geschorst.

### Golf
In 2005 startte Randy Barnes een nieuwe sportcarrière in het longdrive golfen, waarbij men een bal met een golfclub zo ver mogelijk moet slaan. Hij kwalificeerde zich voor de wereldbeker.

## Nationale en internationale kampioenschappen
| Titel                                 | jaar                   |
| ------------------------------------- | ---------------------- |
| Olympisch kampioen kogelstoten        | 1996                   |
| Amerikaans kampioen kogelstoten       | 1989, 1993, 1996, 1997 |
| Amerikaans indoorkampioen kogelstoten | 1989, 1990             |

## Persoonlijke records
| Onderdeel             | Prestatie       | Datum           | Plaats      |
| --------------------- | --------------- | --------------- | ----------- |
| kogelstoten (outdoor) | 23,12 m (ex-WR) | 20 mei 1990     | Los Angeles |
| kogelstoten (indoor)  | 22,66 m (ex-WR) | 20 januari 1989 | Los Angeles |

## Palmares

### kogelstoten
- 1988:  OS - 22,39 m
- 1989:  Amerikaanse indoorkamp. - 20,88 m
- 1989:  WK indoor - 21,28 m
- 1989:  Amerikaanse kamp. - 21,57 m
- 1989:  wereldbeker - 21,10 m
- 1990:  Amerikaanse indoorkamp. - 19,95 m
- 1990:  Goodwill Games - 21,44 m
- 1993:  Amerikaanse kamp. - 21,28 m
- 1993:  WK - 21,80 m
- 1994:  Goodwill Games - 20,22 m
- 1994:  Grand Prix Finale - 20,60 m
- 1995:  WK - 20,41 m
- 1996:  Amerikaanse kamp. - 21,37 m
- 1996:  OS - 21,62 m
- 1996:  IAAF Grand Prix Finale - 21,14 m
- 1997:  Amerikaanse kamp. - 22,03 m

1896: Bob Garrett ·
1900: Richard Sheldon ·
1904: Ralph Rose ·
1906: Martin Sheridan ·
1908: Ralph Rose ·
1912: Pat McDonald ·
1920: Ville Pörhölä ·
1924: Bud Houser ·
1928: John Kuck ·
1932: Leo Sexton ·
1936: Hans Woellke ·
1948: Wilbur Thompson ·
1952: Parry O'Brien ·
1956: Parry O'Brien ·
1960: Bill Nieder ·
1964: Dallas Long ·
1968: Randy Matson ·
1972: Władysław Komar ·
1976: Udo Beyer ·
1980: Vladimir Kiseljov ·
1984: Alessandro Andrei ·
1988: Ulf Timmermann ·
1992: Mike Stulce ·
1996: Randy Barnes ·
2000: Arsi Harju ·
2004: Adam Nelson ·
2008: Tomasz Majewski ·
2012: Tomasz Majewski ·
2016: Ryan Crouser ·
2020: Ryan Crouser ·
2024: Ryan Crouser